# Willi Köchling
Willi Köchling (* 30. Oktober 1924 in Koblenz; † 29. Januar 2009) war ein deutscher Fußballspieler.

## Karriere

### Vereine
Köchling begann in Iserlohn beim dortigen TuS Iserlohn mit dem Fußballspielen. Nachdem er dort in einem Freundschaftsspiel auf sich aufmerksam machen konnte, wurde er von Rot-Weiss Essen zur Saison 1951/52 verpflichtet. Bis Saisonende 1959/60 kam er in der seinerzeit höchsten deutschen Spielklasse in 216 Punktspielen zum Einsatz und erzielte fünf Tore. Sein Debüt gab er am 19. August 1951 (1. Spieltag) beim 2:2-Unentschieden im Auswärtsspiel gegen Borussia Dortmund, sein erstes Tor erzielte er am 26. August 1951 (2. Spieltag) beim 5:0-Sieg im Heimspiel gegen den STV Horst-Emscher mit dem Treffer zum Endstand in der 59. Minute. Sein letztes Punktspiel bestritt er am 24. April 1960 (30. Spieltag) beim 1:0-Sieg im Heimspiel gegen Alemannia Aachen.
Als Meister der Oberliga West 1952 war er mit seiner Mannschaft für die Endrunde um die Deutsche Meisterschaft qualifiziert. In der Gruppe 2 bestritt er alle Gruppenspiele und erzielte im Spiel beim VfL Osnabrück mit dem Treffer zum 2:3-Endstand in der 87. Minute sein einziges Tor in diesem Wettbewerb. Als Gruppenzweiter hinter dem VfB Stuttgart blieb der Einzug ins Finale verwehrt. Beim Gewinn des DFB-Pokals 1953 bestritt er alle Spiele in dem nationalen Vereinspokal-Wettbewerb.
Als Meister der Oberliga West 1955 war er erneut mit seiner Mannschaft für die Endrunde um die Deutsche Meisterschaft qualifiziert. In der Gruppe 2 bestritt er abermals alle Gruppenspiele und zog als Gruppensieger ins Endspiel gegen den Sieger der Gruppe 1, den 1. FC Kaiserslautern, ein. Durch einen 4:3-Sieg gewannen die Essener den Meistertitel.
Als Deutscher Meister für den Europapokal der Landesmeister-Wettbewerb 1955 qualifiziert, bestritt er seine einzigen beiden internationalen Vereinsspiele in der 1. Runde gegen den schottischen Vertreter Hibernian Edinburgh, gegen den man nach Hin- und Rückspiel mit 1:5 aus dem Wettbewerb ausschied.

### Nationalmannschaft
Köchling bestritt sein einziges Länderspiel für die A-Nationalmannschaft am 23. Dezember 1956 in Köln beim 4:1-Sieg im Testspiel gegen die Nationalmannschaft Belgiens.

## Erfolge
- Deutscher Meister 1955
- DFB-Pokal-Sieger 1953
- Meister der Oberliga West 1952, 1955
- Westdeutscher Pokalsieger 1952

## Sonstiges
Köchling verstarb nach langer schwerer Krankheit 84-jährig.